# Université de sciences et technologie de Kumoh
L'Université de sciences et technologie de Kumoh (en hangul : 금오공과대학교 ; aussi connu sous la dénomination de Kumoh national institut of Technology ou KIT à l'international) est une université nationale de Corée du Sud située à Gumi. 